# The Closer I Get to You

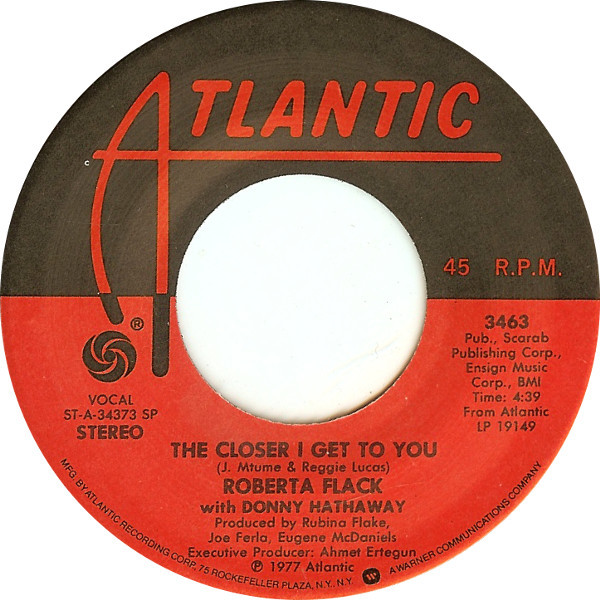
Face A du vinyle de "The Closer I Get to You", par Roberta Flack et Donny Hathaway

The Closer I Get To You est une chanson de la chanteuse américaine Roberta Flack et du chanteur soul Donny Hathaway. Elle est issue de l'album studio Blue Lights in the Basement et est sortie en février 1978.
La chanteuse américaine de R&B Beyoncé et le chanteur américain Luther Vandross ont repris cette chanson en 2003.